# Zupci (Bar)
Pour les articles homonymes, voir Zupci.
Zupci (en serbe cyrillique : Зупци) est un village du sud du Monténégro, dans la municipalité de Bar.

## Démographie

### Évolution historique de la population
| 1948 | 1953 | 1961 | 1971 | 1981 | 1991 | 2003 |
| ---- | ---- | ---- | ---- | ---- | ---- | ---- |
| 362  | 334  | 310  | 297  | 251  | 173  | 145  |